# کرت بولاکر

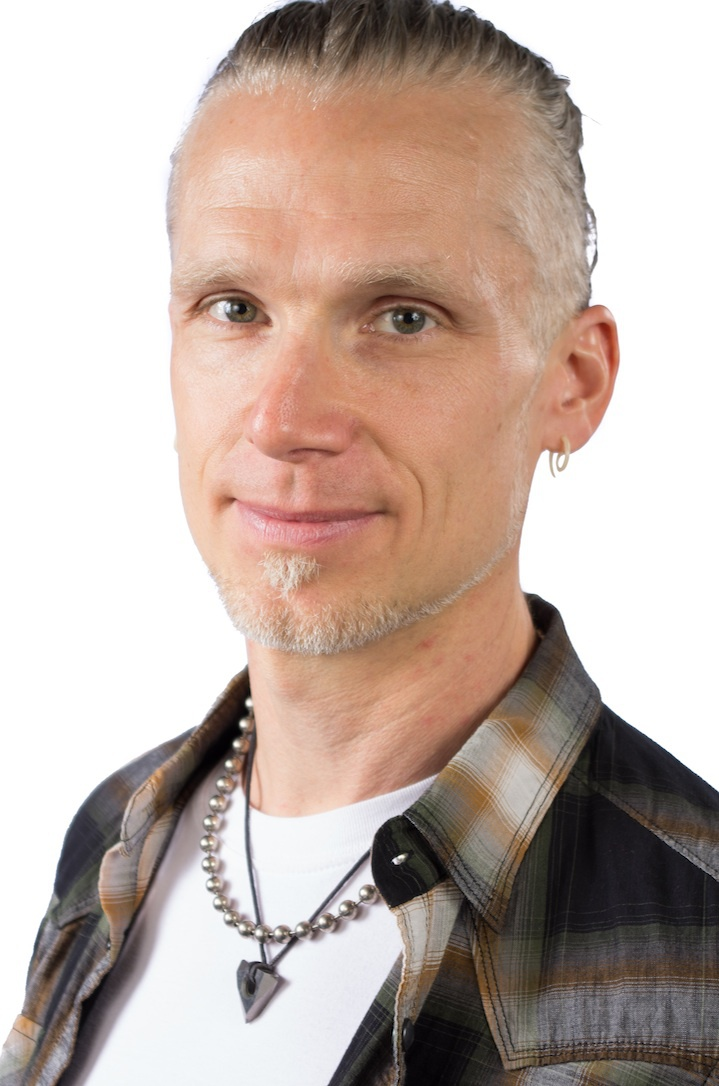
کرت بولاکر

کورت بولاکر (به انگلیسی: Kurt Bollacker) دانشمند رایانه آمریکایی با سابقه تحقیقاتی در زمینه‌های یادگیری ماشینی ، کتابخانه‌های دیجیتال ، شبکه‌های معنایی و مدل‌سازی الکتروکاردیوگرافی است.
او مدرک دکتری در مهندسی رایانه از دانشگاه تگزاس در آستین گرفت. بولاکر مدتی را به عنوان مهندس تحقیقات زیست پزشکی در مرکز پزشکی دانشگاه دوک گذراند و در آنجا روی الکتروکاردیوگرافی کار کرد. او یکی از خالقان ابزار تحقیقاتی سایت‌سیر است که در زمانی که او یک محقق موقت در موسسه تحقیقاتی NEC بود تولید شد.
بولاکر در طول تصدی خود به عنوان مدیر فنی آرشیو اینترنت ، کار را برای ایجاد ماشین راه‌اندازی رهبری کرد. زمانی که دانشمند ارشد متاوب بود، نقش کلیدی در توسعه فری‌بیس داشت. پس از متاوب، بولاکر در اپلاید مایندز به عنوان مشاور داده‌ها کار کرد.
بولاکر با چندین سازمان غیرانتفاعی کار می‌کند. او در هیئت مشاوران بنیاد مشترک کرال خدمت می‌کند. او چندین سال به عنوان مدیر تحقیقات دیجیتال در بنیاد غیرانتفاعی لانگ ناو به دنبال تحقیقات در زمینه آرشیو دیجیتال بلندمدت بوده است.